# Zuzana Rehák Štefečeková
Zuzana Štefečeková (* 15. ledna 1984, Nitra) je slovenská sportovní střelkyně, dvojnásobná stříbrná olympijská medailistka, mistryně světa ve střelbě na trap z roku 2010 a zlatá olympijská medailistka ve střelbě na trap z olympijských her 2021.
Vítězkou mistrovství světa ve sportovní střelbě 2010 v Mnichově se stala po dramatickém finále, ve kterém udělala šest chyb, a přesto porazila o dva terče někdejší světovou šampionku Liou Jing-c' z Číny.
Na LOH v Pekingu v roce 2008 získala stříbrnou medaili v disciplíně trap, kterou o čtyři roky později obhájila na LOH v Londýně. Je členkou klubu ŠKP Bratislava.
Na LOH 2020 v Tokiu byla vlajkonoškou slovenské výpravy během zahajovacího ceremoniálu.

## Další úspěchy

### Mistrovství světa
- 3. místo – trap (Nikósie, Kypr 2003)
- 1. místo – trap (Mnichov, Německo 2010)
- 2. místo – trap (Bělehrad, Srbsko 2011)

### Mistrovství Evropy
- 3. místo – trap (Maribor, Slovinsko 2006)
- 2. místo – trap (Nikósie, Kypr 2008)
- 2. místo – trap (Kazaň, Rusko 2010)
- 2. místo – trap (Suhl, Německo 2013)

## Osobní život
Zuzana Rehák Štefečeková je aktivní křesťanka. K víře se dostala během vysokoškolských studií.